# Iris DeMent
Iris Luella DeMent (née le 5 janvier 1961) est une chanteuse et auteur-compositeur américaine. Le style musical de DeMent inclut des éléments des genres country et folk, et s'inscrit dans l'alt country.

## Jeunesse
DeMent est née près de Paragould, en Arkansas. Elle est la plus jeune enfant de Pat DeMent et de sa seconde épouse, Flora Mae. En tant que dernière de la famille, elle était le quatorzième enfant de Pat DeMent, et le huitième de Flora Mae.
Elle a été élevée dans un ménage de pentecôtistes. Sa famille quitta l'Arkansas pour la région de Los Angeles lorsqu'elle avait trois ans. En grandissant, elle entendit beaucoup de country et de gospel et fut influencée par ces deux genres.

## Musique et carrière
DeMent commença à écrire des chansons à l'âge de 25 ans. Son premier album, Infamous Angel, est sorti en 1992 sous le label Rounder-Philo, et explore des thèmes comme le scepticisme religieux, la vie dans une petite ville et la fragilité humaine. Let the Mystery Be a été produit en collaboration avec plusieurs artistes, dont 10,000 Maniacs et Alice Stuart, et il fut utilisé dans les scènes d'ouvertures de Little Buddha. Our Town a été joué en durée totale pendant la dernière scène et les crédits de l'épisode final (26 juillet 1995) de CBS's television series Northern Exposure. La chanson a été enregistrée par  Kate Rusby  and Jody Stecher. Dans son second album, My Life, sorti en 1994, elle poursuit une approche personnelle et introspective. L'enregistrement est dédié à son père qui mourut deux ans avant. My Life a été nommé pour un Grammy Award dans la catégorie meilleur album de folk contemporain.
Son troisième album, The Way I Should, est sorti en 1996. Il comprend la musique protestataire Wasteland of the Free, la chanson la plus politique de DeMent. Elle y parle de sujets comme l'abus sexuel, la religion, les décisions politiques du gouvernement, le Vietnam.
DeMent a chanté le duo Bell Bottomed Tea avec le live special de 1997 de The Beautiful South's Much Later with Jools.[pas clair]

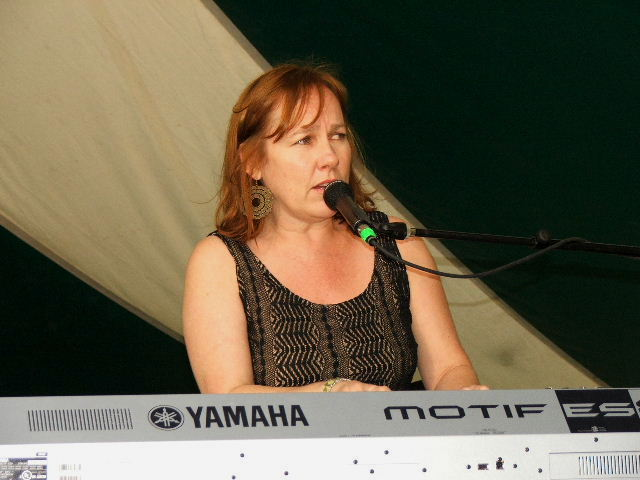
Old Settler's Music Festival - Driftwood, Texas (2007).

Elle a chanté quatre duos avec John Prine sur son album de 1999, In Spite of Ourselves, parmi lesquels la chanson-titre. Elle est apparue en 2000 dans le film Songcatcher, où elle jouait le personnage de Rose Gentry et chantait sur la bande originale également. Son duo avec Ralph Stanley sur Ridin' That Midnight Train était la chanson d'ouverture de son album de 2001, Clinch Mountain Sweethearts: Ralph Stanley & Friends. [réf. nécessaire]
En 2004 elle sort Lifeline, un album de chansons gospel. Il inclut douze reprises et une composition originale ("He Reached Down"). Une version raccourcie de son interprétation de Leaning on the Everlasting Arms fut utilisée plus tard dans les crédits de fermeture du film True Grit des frères Coen. Le 2 octobre 2012, DeMent sort son premier album de compositions originales en seize ans, Sing the Delta.
DeMent a chanté des duos avec Steve Earle et Emmylou Harris et est présente sur les albums de nombreux autres artistes. Elle a chanté la chanson Big City de Merle Haggard sur Tulare Dust: A Songwriters' Tribute to Merle Haggard. Elle a fait de nombreuses apparitions au show radio de Garrison Keillor: A Prairie Home Companion. DeMent a contribué aux harmonies vocales de Pallbearer, une chanson de l'artiste country Josh Turner, sur son album de 2012, Punching Bag. [réf. nécessaire]
En 2015, Let The Mystery Be est le thème du générique de la deuxième saison de la série The Leftovers. La même année sort son sixième album, The Trackless Woods. Les textes de celui-ci sont des adaptations de poèmes d'Anna Akhmatova.

## Vie privée
DeMent se marie avec Elmer McCall en 1991, mais le mariage se termine par un divorce.
Elle épouse le chanteur et auteur-compositeur Greg Brown le 21 novembre 2002. Ils habitent dans le sud-est rural de l'Iowa avec leur fille.

## Discographie

### Albums et positions dans les charts
| Year | Album               | Classement                  | Place |
| ---- | ------------------- | --------------------------- | ----- |
| 1992 | Infamous Angel      |                             |       |
| 1993 | My Life             | Billboard Heatseekers       | 16    |
| 1996 | The Way I Should    | Billboard Heatseekers       | 22    |
| 2004 | Lifeline            | FolkDJ-L Folk Radio Airplay | 15    |
| 2012 | Sing the Delta      | Billboard 200               | 124   |
| 2015 | The Trackless Woods |                             |       |

### Apparition comme invité
- 2002: WYEP Live & Direct: Volume 4 - On Air Performances